# 五一路街道 (张家口市)
五一路街道，是中华人民共和国河北省张家口桥东区下辖的一个乡镇级行政单位。

## 行政区划
五一路街道下辖以下地区：
马路街社区、兴中街社区、黑石坝社区、万嘉社区、林园北街社区、林园东街社区、五一路社区、鱼儿山社区、建国北路社区、口里东窑子村和人头山村。